# Улица Чавеса
Улица Чавеса (с 2013 года) — небольшая улица в Северном административном округе города Москвы в Хорошёвском районе, от Ленинградского проспекта. Названа в память о президенте Венесуэлы Уго Чавесе.

## История
Ранее называлась Проектируемый проезд № 5509 (это название оставалось от расположенной параллельно Улицы Маршала Шапошникова, которая, до получения этого своего названия, вся называлась 5509-м проектируемым проездом). В мае 2013 года Игорь Сечин выступил с предложением о наименовании улицы Москвы именем президента Венесуэлы Уго Чавеса (1954—2013). По закону новая улица может получить имя известного человека только через 10 лет после его смерти. Однако, это ограничение может быть снято президентом или мэром города. 26 июня 2013 года было объявлено о переименовании проезда № 5509 в улицу Чавеса по инициативе президента России Владимира Путина
.
Церемония открытия улицы состоялась 2 июля 2013 года в присутствии президента Венесуэлы Николаса Мадуро и Игоря Сечина. На стене углового дома № 37а, корпус 3 по Ленинградскому проспекту, где начинается улица, была установлена памятная доска.

## Расположение
Улица Чавеса начинается от Ленинградского проспекта напротив Петровского путевого дворца и проходит на юго-запад параллельно улице Авиаконструктора Сухого к гостинице «Аэростар». Представляет собой бульвар длиной 180 м.